# Мет Волш
Мет Волш (енгл. Matt Walsh; 18. јун 1986) амерички конзервативни је политички коментатор. Водитељ је подкаста The Matt Walsh Show који приказује The Daily Wire.

## Биографија
Волш је започео своју каријеру као радио водитељ у Делаверу, а затим се преселио у Лекингтон. Радио је за The Blaze TV од октобра 2014. Такође је био сарадник HuffPost-а.  Почео је да пише за The Daily Wire у октобру 2017. године 
Волш је написао три књиге: The Unholy Trinity: Blocking the Left's Assault on Life, Marriage, and Gender (2017), Church of Cowards: A Wake-Up Call to Complacent Christians (2020) and Johnny the Walrus (2022).

## Погледи и контроверзе
Волшов коментар медији понекад описују као троловање.  На својим Твитер и Фејсбук профилима себе је означио као „теократског фашисту“.
Након што је дечја емисија Улица Сезам објавила видео који подстиче вакцинацију у детињству, Волш је назвао Big Bird „дилером дроге“ и  „злостављачем деце“.
У јануару 2022. Твитер је суспендовао Волшов налог због кршења његових политика о садржају мржње, након што је твитовао оно што Твитер сматра увредљивим говором против трансродне заједнице.
Изнајмио је стан у Вирџинији на један дан 2021. године како би се квалификовао да говори против Школског одбора округа Лоудоун јер је трансродним ученицима дозволио коришћење тоалета који одговарају њиховом родном идентитету. У мају 2021, Волш је назвао докторе који изводе операције промене пола за трансродне младе „пластичним хирурзима који се у основи понашају као Leatherface из The Texas Chain Saw Massacre“.
Волшова књига за децу Johnny the Walrus је изазвала критике због алегоријског упоређивања трансродности са идентификацијом као морж. Била је то најпродаванија ЛГБТ+ књига на Амазону у децембру 2021. године, пре негос што је Амазон променио категорију за књигу. Књига је наишла на реакцију рецензената који су је назвали „увредљивом“.
Волш је објавио документарац Шта је жена?, који је објавио The Daily Wire 1. јуна 2022. године. У њему је Волш постављао питање "Шта је жена?" странцима широм света и другима, укључујући педијатра, породичног и брачног терапеута и  психолога Џордана Питерсона. Према Волшу, „већина људи са којима смо разговарали или није хтела да прича о томе или су изгледали збуњени нечим тако једноставним као што је то што је жена“. Волш је документарни филм описао као "напад на родну идеологију".
У фебруару 2022, трансродни активиста Ели Ерлик је навео да је Волш позвао десетине транс особа и доктора, укључујући четрнаестогодишњу девојчицу, да учествују у „Шта је жена“? под наводним лажним изговорима.
Када је гувернерка Јужне Дакоте Кристи Ноем одбила да забрани предузећима да захтевају вакцину против КОВИД-19 за своје запослене, критиковао ју је тако што је написао да се сматра само републиканским кандидатом за председника 2024. године због своје физичке привлачности. Након што је Ноемова назвала овај коментар мизогиним, Волш је рекао да се не каје, али да ће „прихватити извињење од свих идиота који се претварају да су увређени због тога“.

## Лични живот
Мет Волш је ожењен Алисом Волш и имају четворо деце заједно. Живи у Нешвилу, Тенеси. Волш је католик.

## Филмографија
| Година | Наслов       |
| ------ | ------------ |
| 2022   | Шта је жена? |